# Mohammed al-Thawadi
Mohammed Issa al-Thawadi (arabisch محمد عيسى الذوادي, DMG Muḥammad ʿĪsā aḏ-Ḏawādī; * 18. November 1981) ist ein ehemaliger katarischer Hürdenläufer, der sich auf den 110-Meter-Hürdenlauf spezialisiert hat.

## Sportliche Laufbahn
Erste internationale Erfahrungen sammelte Mohammed al-Thawadi im Jahr 1999, als er bei den Juniorenasienmeisterschaften in Singapur in 14,69 s den vierten Platz über 110 m Hürden belegte. Im Jahr darauf schied er bei den Juniorenweltmeisterschaften in Santiago de Chile mit 14,42 s im Vorlauf über die Hürden aus und verpasste mit der katarischen 4-mal-100-Meter-Staffel mit 41,06 s den Finaleinzug. 2001 kam er bei der Sommer-Universiade in Peking im Vorlauf über die Hürden nicht ins Ziel und im Oktober gewann er bei den Arabischen Meisterschaften in Damaskus in 14,1 s die Bronzemedaille hinter dem Saudi-Araber Mubarak Ata Mubarak und seinem Landsmann Mubarak Khasif. Im Jahr darauf belegte er bei den Asienmeisterschaften in Colombo in 14,37 s den vierten Platz und anschließend gelangte er bei den Asienspielen in Busan mit 14,26 s auf Rang sechs. 2003 gewann er bei den Arabischen Meisterschaften in Amman in 14,11 s erneut die Bronzemedaille, diesmal hinter den Saudi-Arabern Mubarak Ata Mubarak und Mubarak al-Mabadi und anschließend wurde er bei den Asienmeisterschaften in Manila in 14,05 s Fünfter. 2004 erreichte er bei den Panarabischen Spielen in Algier mit 14,07 s Rang fünf und im Jahr darauf klassierte er sich bei den Asienmeisterschaften in Incheon mit 14,46 s auf dem achten Platz. 2006 nahm er erneut an den Asienspielen in Doha teil und belegte dort in 13,89 s den sechsten Platz. Im Jahr darauf siegte er in 13,94 s bei den Arabischen Meisterschaften in Amman und anschließend gewann er bei den Asienmeisterschaften ebendort in 13,55 s die Silbermedaille hinter dem Japaner Tasuku Tanonaka. Anschließend schied er bei den Weltmeisterschaften in Osaka mit 13,67 s in der ersten Runde aus und gewann dann bei den Militärweltspielen in Hyderabad in 13,60 s die Silbermedaille hinter dem Chinesen Ji Wei. Ende November wurde er dann bei den Panarabischen Spielen in Kairo im Finale disqualifiziert. 2008 erreichte er bei den Olympischen Sommerspielen in Peking das Viertelfinale und wurde dort wegen zweier Fehlstarts disqualifiziert. Im Jahr darauf schied er bei den Militärweltmeisterschaften in Sofia mit 14,11 s in der Vorrunde aus und gewann dann Anfang November in 7,81 s die Silbermedaille im 60-Meter-Hürdenlauf bei den Hallenasienspielen in Hanoi hinter dem Chinesen Ji Wei. Kurz darauf belegte er bei den Asienmeisterschaften in Guangzhou in 13,94 s den vierten Platz und beendete daraufhin seine aktive sportliche Karriere im Alter von 28 Jahren.
2004 wurde al-Thawadi katarischer Meister im 110-Meter-Hürdenlauf.

## Persönliche Bestleistungen
- 110 m Hürden: 13,60 s (+0,7 m/s), 18. Oktober 2007 in Hyderabad (katarischer Rekord)
  - 60 m Hürden (Halle): 7,81 s, 1. November 2009 in Hanoi (katarischer Rekord)